# Rhionaeschna manni
Rhionaeschna manni är en trollsländeart som först beskrevs av Williamson och Will. 1930.  Rhionaeschna manni ingår i släktet Rhionaeschna och familjen mosaiktrollsländor. Inga underarter finns listade i Catalogue of Life.